# Burg Schauenstein (Niederbayern)
Die Burg Schauenstein, auch Schaunstein oder Saunstein genannt, ist eine abgegangene mittelalterliche Höhenburg auf der Spitze des Koksbergs bei Saunstein, einem Ortsteil des niederbayerischen Marktes Schönberg im Landkreis  Freyung-Grafenau in Bayern. Die Anlage befand sich etwa 220 m nördlich von Saunstein.

## Geschichte
Auf der von den Herren von Saunstein erbauten und 1223 erwähnten Burg besaßen die Passauer Bischöfe einen Dienstmannensitz. In der zweiten Hälfte des 13. Jahrhunderts verschwand die Burg.

## Beschreibung
Auf dem nach Süden steil abfallenden Koxberg lag auf einer westlichen Granitkuppe der Burgstall, der im Urkataster von Bayern noch als Ruine geführt wurde. Dessen rechteckiger Innenraum umfasste 38 (in Ost-West-Richtung) × 28 m (in Nord-Süd-Richtung). Er wurde im Westen, Norden und Osten durch einen umlaufenden Wall abgegrenzt. An der Südwest-Ecke befand sich eine aus Klippen gebildete Erhebung. Der breitere Wall auf der westlichen Seite geht in einen Steilhang über, an der Ost- und Nordseite befand sich zwischen dem Wallfuß und dem davorliegenden Graben eine Berme. Wall und Graben endeten im Osten und Westen nach einem hufeisenförmigen Verlauf im Südhang. Der rechteckige Bergfried soll eine Mauerstärke von 2,7 m besessen haben.
1983 wurden Grabungen auf dem Burgstall durchgeführt; heute ist er durch einen Steinbruch großflächig und tief zerstört.